# Пармастега
Пармастега (лат. Parmastega aelidae) — вид ископаемых тетрапод из позднего девона (фамен). Это одно из древнейших известных четвероногих и самое древнее с такой хорошей сохранностью.

## Происхождение названия
Название рода Parmastega происходит от двух слов: «парма» на языке коми — холмистая местность, поросшая хвойным лесом, что типично для Южного Тимана, а греч. στέγος означает «крыша» (имеется в виду черепная крыша). Видовое название aelidae дано в честь Элиды Поповой из Сыктывкарского государственного университета, которая привила Павлу Безносову, главе международной группы палеонтологов, исследовавших пармастегу, интерес к естественным наукам в дошкольном возрасте.

## Описание
Уникальные морфологические особенности, которые позволяют отнести пармастегу к новому роду и виду, связаны во многом со строением черепа.
Животное внешне чем-то напоминало современного каймана. Его длина должна была составлять примерно 130 см — для своего времени это было довольно крупное четвероногое.
Пармастега имела боковую линию, это примитивная черта, роднящая ранних тетрапод с их предками рыбами. У пармастеги отмечается и совсем уникальный «рыбий» признак, не встреченный у прочих тетрапод — контакт между чешуйчатой и челюстной костями, отмечающийся у древней лопастеперой рыбы эустеноптерона.
На обеих челюстях пармастеги были клыки и более мелкие зубы. На верхней челюсти был внешний зубной ряд и еще один внутренний, связанный с костями нёбного комплекса. Кости нёба по морфологии — нечто среднее между рыбами элпистостегалиями и девонскими тетраподами. Помимо основных зубов имелись мелкие зубчики на крыловидных костях, располагающиеся в виде узких рядов вдоль осевой линии черепа и под некоторым углом к ней. Нижняя челюсть несла фактически три ряда зубов. Затылочная часть черепа  больше напоминала рыбью (например, как у тиктаалика).
Большую часть времени это животное проводило под водой, из которой торчали только глаза. Вероятно хищник крался под водой вдоль берега, а обнаружив жертву, молниеносно бросался на нее. В отличие от крокодилов и кайманов у пармастеги ноздри были направлены вниз и не использовались для дыхания. Предполагается, что пармастега дышала через отверстия, расположенные в ушной области черепа.
У этого тетрапода был широкий плечевой пояс, в сравнении с головой. Вероятно, это было нужно для того, чтобы проглатывать крупную добычу. Плечевой пояс окостеневал не полностью, оставаясь частично хрящевым, а отсутствующие в захоронении позвонки, ребра и конечности, видимо, полностью состояли из хряща, не сохраняющегося в ископаемом состоянии. Это указывает на то, что пармастега не могла активно передвигаться по суше. А вот добычей ее, очевидно, были как раз сухопутные животные – как членистоногие (многоножки и ракоскорпионы), так и, возможно, другие примитивные тетраподы, освоившие уже наземный образ жизни.

## История открытия
В 1889 году самый первый образец, представляющий собой фрагмент нижней челюсти тетрапода, был найден на Ижме  палеонтологом Ф. Чернышевым. Тогда  находку отнесли к лопастеперым рыбам. Больше века спустя, в 1994 году, доцент Санкт-Петербургского государственного университета А. Иванов предположил, что это челюсть тетрапода. За пять последующих полевых сезонов на Ижме, на небольшом двухсотметровом участке берега была собрана богатая палеонтологическая коллекция, в которой помимо прочего оказалось более сотни костей тетрапода. Собранная коллекция позволила установить, что тиманский тетрапод принадлежит к ранее неизвестной форме. Присутствие у него целого набора «рыбьих» признаков позволяет считать пармастегу не только древнейшим, но и наиболее примитивным из всех девонских тетраподов, известных по относительно полным скелетам. Самым плодотворным стал полевой сезон 2012 года, когда при поддержке Национального географического общества международная группа палеонтологов, которую возглавлял российский специалист Павел Безносов собрала дополнительный материал, позволивший в конечном счете создать детальную реконструкцию скелета этого животного.